# Rodinné právo
Rodinné právo lze vymezit jako soubor právních norem upravujících osobní a majetkové vztahy mezi členy rodiny. Pojem rodiny je v právních předpisech jen zřídkakdy definován, v českém právním řádu definován není. Pramenem českého (resp. do roku 1992 československého) rodinného práva byl v letech 1964 až 2013 zákon č. 94/1963 Sb., zákon o rodině. S účinností od 1. ledna 2014 bylo rodinné právo v souvislosti s rekodifikací českého soukromého práva zahrnuto do části druhé zákona č. 89/2012 Sb., občanský zákoník.

## Povaha rodinného práva
Rodinné právo je právním odvětvím tradičně řazeným mezi soukromé právo. Historicky se vyvinulo vydělením z obecného práva soukromého, tedy z práva občanského. Liší se především užším předmětem právní úpravy a jinou metodou právní regulace. Na rozdíl od občanského práva je možné vymezit rodinné právo jako souhrn právních norem upravujících vztahy výrazně osobní povahy a s nimi spojené vztahy majetkové.
Přes bytostně soukromou povahu rodinného práva se tomuto odvětví nevyhnula stále silnější intervence veřejné moci motivovaná potřebou ochrany dítěte. Proto začalo být rodinné právo především částí německé právní školy řazeno mezi veřejné právo. Na rozdíl od práva občanského, v němž bylo možné v českém prostředí sledovat po pádu komunistické totality purizaci práva spočívající v odstraňování valné části veřejnoprávních tendencí oslabujících smluvní volnost, lze předpokládat, že rodinné právo si výrazné zapojení veřejné moci zachová i nadále, což mu propůjčuje specifické postavení soukromoprávního odvětví s přinejmenším neopominutelnou ingerencí práva veřejného.

## Základní principy rodinného práva
- Princip blaha dítěte
- Princip rovnosti subjektů rodinného práva
- Princip vzájemné pomoci

## Manželství
Manželství je trvalé společenství ženy a muže založené zákonným způsobem, jehož hlavním cílem je založení rodiny, řádná výchova dětí a vzájemná podpora a pomoc (§ 655 OZ). Uzavírá se svobodným a úplným souhlasným prohlášením muže a ženy, že spolu vstupují do manželství. Prohlášení se děje veřejně, slavnostní formou za účasti dvou svědků. Před uzavřením manželství by měli být partneři obeznámeni se svým zdravotním stavem a dohodnuti o uspořádání bydlení a hmotného zajištění, a zda budou používat společné příjmení.
Manželství se uzavírá sňatkem, a to buď občanským před starostou, místostarostou nebo pověřeným členem zastupitelstva obce, nebo církevním před registrovanou církví. V cizině lze sňatek uzavřít před českým zastupitelským úřadem.
Oba manželé mají stejná práva a povinnosti. Jsou povinni vzájemnou úctou, žít spolu, být si věrni, vzájemně respektovat svoji důstojnost, podporovat se, udržovat zdravé rodinné společenství a společně pečovat o děti (§ 687 OZ). O záležitostech rodiny rozhodují společně. Pečují společně o dítě, mají vyživovací povinnost. Poskytování peněžních prostředků na náklady domácnosti může být vyváženo osobní péčí o dítě nebo domácnost. Manželé se mohou v běžných záležitostech vzájemně zastupovat (§ 696 OZ). Majetkové vztahy jsou řešeny v rámci společného jmění manželů.
Manželství zaniká smrtí, prohlášením za mrtvého (pokud je partner déle než rok nezvěstný) nebo rozvodem, příp. změnou pohlaví (§ 29 odst. 2 OZ).

## Vztahy mezi rodiči a dětmi

### Rodičovská odpovědnost
Rodičovská odpovědnost je souhrn práv a povinností při péči o dítě. Zahrnuje péči o zdraví dítěte, tělesný, citový, rozumový a mravní vývoj, zastupování dítěte a správu jeho majetku. Náleží oběma rodičům bez výjimky, nekončí tedy rozvodem. V ojedinělých případech může být rozhodnutím soudu rodičovská odpovědnost pozastavena, omezena či úplně odebrána.

### Vyživovací povinnost
Jedná se o povinnost rodiče vůči dítěti, ten je povinen přispívat na výživu a životní úroveň dítěte. Vyživovací povinnost platí také mezi manžely navzájem a recipročně, tj. děti mají vyživovací povinnost vůči rodičům, pokud to oni potřebují.
Předci a potomci mají vzájemnou vyživovací povinnost. Vyživovací povinnost rodičů vůči dítěti předchází vyživovací povinnosti prarodičů a dalších předků vůči dítěti. Nejedná-li se o poměr rodičů a dítěte, předchází vyživovací povinnost potomků vyživovací povinnosti předků (§ 910 OZ).
Pokud osoba výživou povinná při řízení o vyživovací povinnosti neprokáže řádně své příjmy pro zhodnocení majetkových poměrů a neumožní soudu zjistit ani další skutečnosti pro rozhodnutí zpřístupněním údajů, platí, že průměrný měsíční příjem této osoby činí pětadvacetinásobek částky životního minima jedince (§ 916 OZ).
Pokud soud rozhoduje o vyživovací povinnosti a zároveň tomu dovolují majetkové poměry osoby s vyživovací povinností, podle zákona § 917 lze za odůvodněné potřeby dítěte považovat i tvorbu úspor a poskytnuté výživné přechází do vlastnictví dítěte (§ 917 OZ).
Pokud probíhá řízení o vyživovací povinnost rodiče k dítěti, soud může ve speciálních případech stanovit, aby osoba výživou povinná zaplatila zálohu na výživné splatné v budoucnu. Složená záloha je považovaná za majetek povinného, poskytnuté výživné ale postupně přechází do vlastnictví dítěte (§ 918 OZ).
Zákon též stanoví, že pokud rodiče nezletilého dítěte žijí odděleně nebo jeden z nich neplní svou vyživovací povinnost k dítěti, soud postupuje obdobně, stejně tak pokud se rodiče nedohodli na podmínkách péče o dítě a jeho vyživování (§ 919 OZ).

### Práva a povinnosti dětí
Práva a povinnosti dětí vychází ze zákona a mezinárodních smluv. Dítě má právo na život a jméno, nebýt odděleno od rodičů, právo na vlastní názor a svobodu projevu. Dítě má právo být živeno (dokud se není schopno samo uživit), soukromí a také na ochranu cti a pověsti. Naopak má povinnost ctít a respektovat rodiče, pomáhat dle svých schopností, přispívat na úhrady rodiny (pokud je výdělečně činné) a přispívat rodičům na jejich životní úroveň ve stáří.

## Náhradní rodinná péče
Náhradní výchova a péče o děti se dělí na dva typy: ústavní (dětské domovy a kojenecké ústavy) a rodinná (osvojení, pěstounská péče, poručenství a opatrovnictví). Náhradní rodinná péče usiluje o to, aby dítě bylo vychováváno v prostředí co nejvíce podobnému běžné rodině:
- Osvojení – Osvojitel přijme dítě za své, a tím zanikají vztahy a povinnosti k původní rodině dítěte. Osvojitel je způsobilý k právním úkonům. Osvojit si lze jak zletilé, tak i nezletilé dítě, kterému je však více než 1 rok.
- Pěstounství – Stát zajišťuje hmotné zabezpečení dítěte a přiměřenou odměnu pro pěstouny. Vzniká rozhodnutím soudu a zaniká zletilostí nebo také rozhodnutím soudu. Dítě může být v kontaktu se svou původní rodinou.
- Poručenství – Poručníka ustanovuje soud, pokud rodiče dítěte zemřou nebo jsou zbavení rodičovské zodpovědnosti. Obvykle je jím ustanovena osoba určená rodiči, pokud to neodporuje zájmům dítěte, zpravidla se jedná o příbuzné nebo osobu blízkou. Pokud se nenajde vhodná fyzická osoba, je poručníkem ustanoven OSPOD. Poručník je zákonným zástupcem dítěte spravujícím jeho majetek, ale při závažných rozhodnutích je povinen se poradit se soudem. Poručník nemá k dítěti vyživovací povinnost, a pokud je správa majetku dítěte spojena se značnou námahou, má právo na odměnu. Poručenství zaniká dosažením plnoletosti dítěte nebo rozhodnutím soudu.
- Opatrovnictví – Opatrovníka rovněž určuje soud, který vydá ustanovení, co smí a co nesmí dělat. Zabývá se například správou majetku během řízení o osvojení. Často jím bývá stanoven OSPOD.

## Alternativní rodinné modely
Nesezdané soužití není přímo upraveno v zákoně o rodině a právní následky se vyvozují z jednotlivých ustanovení občanského zákoníku k domácnosti či spolužijícím osobám, ze zákona o rodině k rodičovským vztahům a výživnému, z práva sociálního zabezpečení k některým dávkám apod.
Registrované partnerství je právní institut upravující soužití stejnopohlavních párů; rovněž nebyl upraven zákonem o rodině ani následně novým občanským zákoníkem, svojí povahou však spadá do rodinného práva a řadou jednotlivých ustanovení do něj zasahuje.